# Esqui alpino nos Jogos Olímpicos de Inverno de 2018
As competições de esqui alpino nos Jogos Olímpicos de Inverno de 2018 ocorreram entre 13 e 24 de fevereiro com um total de onze eventos. As provas do donwhill, do super-G e do combinado foram realizadas no Centro Alpino Jeongseon, já as disputas do slalom gigante, do slalom e a competição por equipes mistas se realizaram no Centro Alpino Yongpyong, ambos localizados em Bukpyeong-myeon, Jeongseon. A modalidade estava programada para se iniciar em 11 de fevereiro, mas devido aos fortes ventos em Jeongseon o primeiro evento só iniciou-se em 15 de fevereiro.
A prova de equipes mistas foi incluída pelo Comitê Olímpico Internacional em 2015 e foi disputada pela primeira vez.

## Programação
A seguir está a programação da competição para os onze eventos da modalidade.
Horário local (UTC+9).
| Data            | Horário     | Evento                   |
| --------------- | ----------- | ------------------------ |
| 13 de fevereiro | 11:30 15:00 | Combinado masculino      |
| 15 de fevereiro | 10:00 13:45 | Slalom gigante feminino  |
| 15 de fevereiro | 11:30       | Downhill masculino       |
| 16 de fevereiro | 10:00 13:15 | Slalom feminino          |
| 16 de fevereiro | 11:00       | Super-G masculino        |
| 17 de fevereiro | 11:00       | Super-G feminino         |
| 18 de fevereiro | 10:15 13:45 | Slalom gigante masculino |
| 21 de fevereiro | 11:00       | Downhill feminino        |
| 22 de fevereiro | 10:00 13:30 | Slalom masculino         |
| 22 de fevereiro | 11:30 15:00 | Combinado feminino       |
| 24 de fevereiro | 11:00       | Equipes mistas           |

## Medalhistas
Masculino
| Evento                  | Ouro                           | Prata                            | Bronze                           |
| ----------------------- | ------------------------------ | -------------------------------- | -------------------------------- |
| Downhill detalhes       | Aksel Lund Svindal NOR Noruega | Kjetil Jansrud NOR Noruega       | Beat Feuz SUI Suíça              |
| Combinado detalhes      | Marcel Hirscher AUT Áustria    | Alexis Pinturault FRA França     | Victor Muffat-Jeandet FRA França |
| Slalom detalhes         | André Myhrer SWE Suécia        | Ramon Zenhäusern SUI Suíça       | Michael Matt AUT Áustria         |
| Slalom gigante detalhes | Marcel Hirscher AUT Áustria    | Henrik Kristoffersen NOR Noruega | Alexis Pinturault FRA França     |
| Super-G detalhes        | Matthias Mayer AUT Áustria     | Beat Feuz SUI Suíça              | Kjetil Jansrud NOR Noruega       |

Feminino
| Evento                  | Ouro                                | Prata                               | Bronze                           |
| ----------------------- | ----------------------------------- | ----------------------------------- | -------------------------------- |
| Downhill detalhes       | Sofia Goggia ITA Itália             | Ragnhild Mowinckel NOR Noruega      | Lindsey Vonn USA Estados Unidos  |
| Combinado detalhes      | Michelle Gisin SUI Suíça            | Mikaela Shiffrin USA Estados Unidos | Wendy Holdener SUI Suíça         |
| Slalom detalhes         | Frida Hansdotter SWE Suécia         | Wendy Holdener SUI Suíça            | Katharina Gallhuber AUT Áustria  |
| Slalom gigante detalhes | Mikaela Shiffrin USA Estados Unidos | Ragnhild Mowinckel NOR Noruega      | Federica Brignone ITA Itália     |
| Super-G detalhes        | Ester Ledecká CZE República Checa   | Anna Veith AUT Áustria              | Tina Weirather LIE Liechtenstein |

Misto
| Evento           | Ouro                                                                               | Prata | Bronze |
| ---------------- | ---------------------------------------------------------------------------------- | --- | --- |
| Equipes detalhes | Luca Aerni Denise Feierabend Wendy Holdener Daniel Yule Ramon Zenhäusern SUI Suíça | Stephanie Brunner Manuel Feller Katharina Gallhuber Katharina Liensberger Michael Matt Marco Schwarz AUT Áustria | Sebastian Foss-Solevåg Nina Haver-Løseth Leif Kristian Nestvold-Haugen Kristin Lysdahl Jonathan Nordbotten Maren Skjøld NOR Noruega |

## Quadro de medalhas
| Ordem | País                | Medalha de ouro | Medalha de prata | Medalha de bronze |    | Ordem por total |
| ----- | ------------------- | --------------- | ---------------- | ----------------- | -- | --------------- |
| 1     | AUT Áustria         | 3               | 2                | 2                 | 7  | 1               |
| 2     | SUI Suíça           | 2               | 3                | 2                 | 7  | 1               |
| 3     | SWE Suécia          | 2               |                  |                   | 2  | 6               |
| 4     | NOR Noruega         | 1               | 4                | 2                 | 7  | 1               |
| 5     | USA Estados Unidos  | 1               | 1                | 1                 | 3  | 4               |
| 6     | ITA Itália          | 1               |                  | 1                 | 2  | 6               |
| 7     | CZE República Checa | 1               |                  |                   | 1  | 8               |
| 8     | FRA França          |                 | 1                | 2                 | 3  | 4               |
| 9     | LIE Liechtenstein   |                 |                  | 1                 | 1  | 8               |
| TOTAL | TOTAL               | 11              | 11               | 11                | 33 | —               |